# Eunapius geminus
Eunapius geminus är en svampdjursart som först beskrevs av Annandale 1911.  Eunapius geminus ingår i släktet Eunapius och familjen Spongillidae. Inga underarter finns listade i Catalogue of Life.